# جسم القضيب
يمتد جسم القضيب من الجذر إلى نهايات الجسم الكهفي، والملاحظ أن هذا الجسم يكون مغطى بمجموعة من الأنسجة الضامة التي تُعرف باسم اللفافة.

## صور إضافية

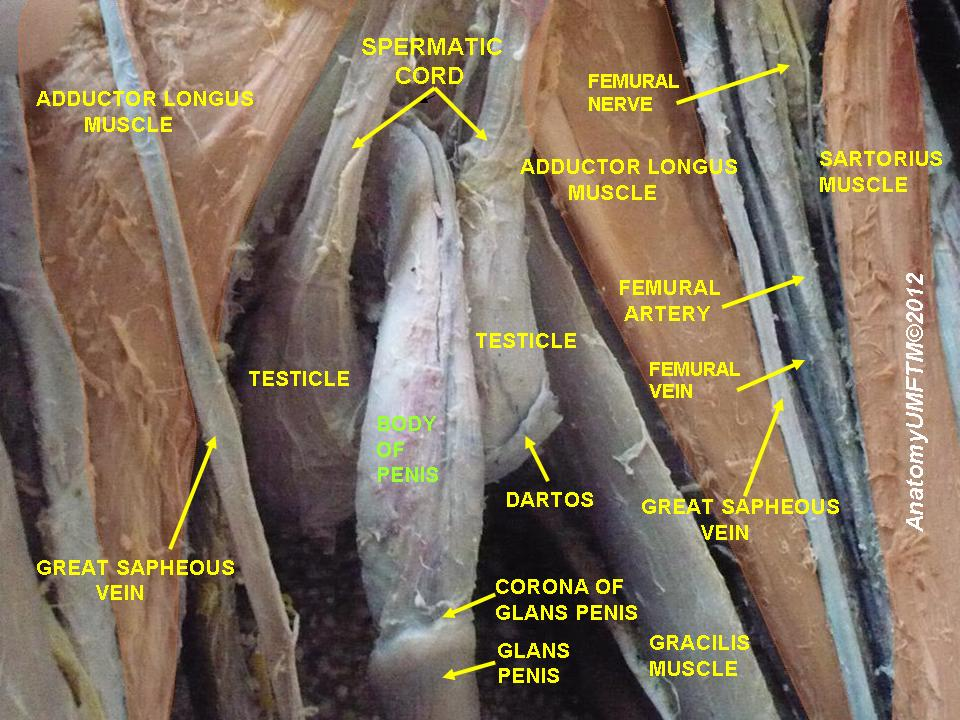
جسم القضيب
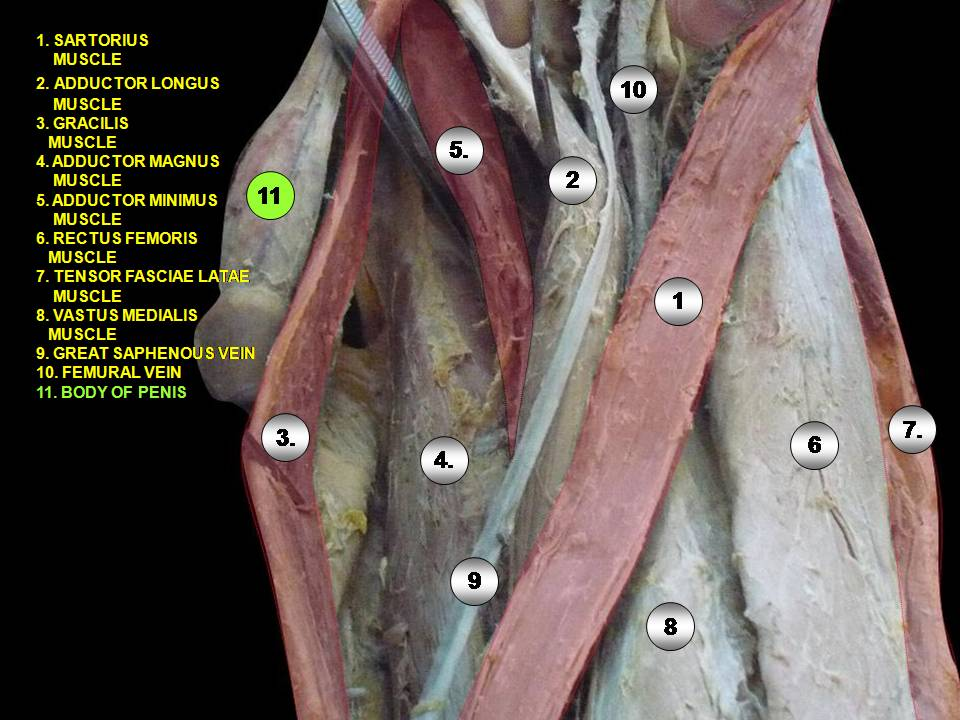
جسم القضيب